# 寿昌城墙

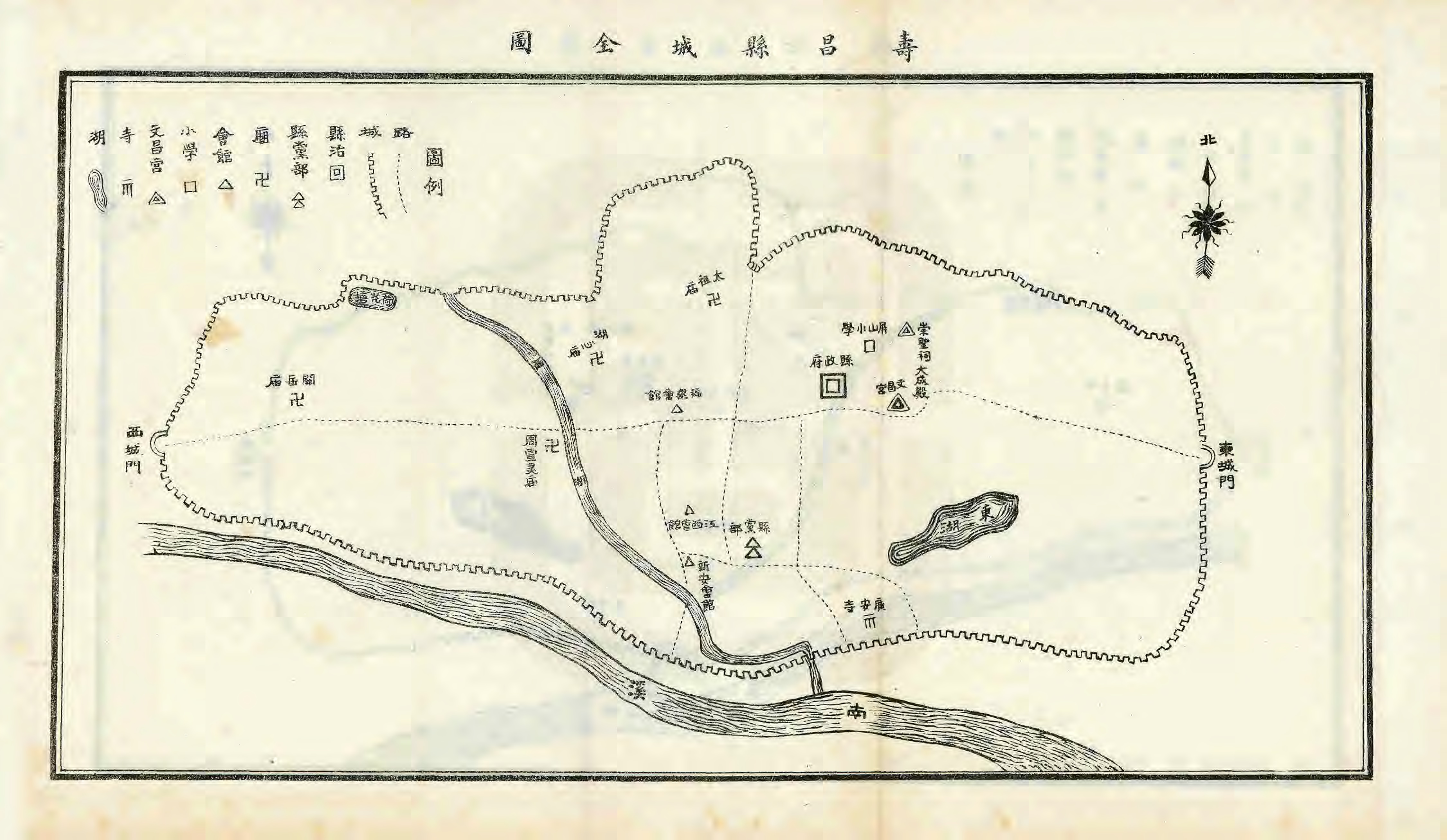
民国十九年（1930）《寿昌县志》寿昌县城全图。

寿昌城墙为旧寿昌县县城城墙，位于今中国浙江省杭州建德市寿昌镇，已不存。
寿昌建置始于三国吴黄武四年（225）析富春县所置新昌县，属吴郡，西晋太康元年（280）改名寿昌县，隋唐时两度废县和复置，1958年并入建德县。县治最初位于花园平（故城坂），后迁郭邑里，再迁白艾里（桂村坂），最后迁至今址。
寿昌城墙最初为土城（年代不详），明崇祯十二年（1639）改为石城，清康熙十年（1671）重修，至清末时已圮。城墙北倚万松山，南临寿昌溪（又名艾溪），城周及高、宽无记载，设陆门四座，分别为东门兴仁门、西门宣泰门、南门向明门和北门拱极门，其上均建有城楼。
原县城内的主要建筑有县署（位于东北侧万松山南，其址今为寿昌镇政府）、儒学（寿昌县学文庙，位于县署东）、城隍庙、湖心庙、周宣灵王庙、太祖庙、广安寺、新安会馆、福建会馆（即天后宫）和江西会馆等（图），今均已不存。